# دوروثي جيبسون
دوروثي جيبسون (بالإنجليزية: Dorothy Gibson) (17 مايو 1889 - 17 فبراير 1946) كانت ممثلة رائدة في عصر السينما الصامتة ومغنية وموديل للفنانين في بداية القرن العشرين، وهي معروفة بأنها كانت ناجية من غرق السفينة تيتانيك، وقامت بتأليف وبطولة فيلم أنقذت من التيتانيك تسرد فيه قصة نجاتها، وهو أول فيلم عن الكارثة.

## وصلات خارجية
- دوروثي جيبسون على موقع IMDb (الإنجليزية)
- دوروثي جيبسون على موقع أول موفي (الإنجليزية)
- دوروثي جيبسون على موقع قاعدة بيانات برودواي على الإنترنت (الإنجليزية)
- دوروثي جيبسون على موقع قاعدة بيانات الفيلم (الإنجليزية)
- Bigham, Randy Bryan. Star Turn: The Pictures and Passions of Dorothy Gibson
- Dorothy Gibson Death Certificate on Titanic-Titanic.com
- Dorothy Winifred Gibson – Encyclopedia Titanica.org
- Gowan, Phillip and Brian Meister. The Saga of the Gibson Women Titanic-Titanic.com
- The Cover Girl on the Titanic from The Saturday Evening Post
- 1921 passport photo of Dorothy Gibson(the Puzzlemaster, flickr.com)